# ...And Oceans
...And Oceans es una banda finlandesa de metal industrial, creada en 1995; anteriormente eran conocidos como Festerday. Los miembros de la banda le cambiaron el nombre a Havoc Unit en el 2005, debido a su décimo aniversario. Sus temas musicales trataban en mayoría, de la singularidad, auto-exploración y la sociedad.

## Biografía
La banda grabó su primer álbum en 1998, titulado: The Dynamic Gallery Of Thoughts, un álbum con toques de Symphonic Black Metal; con frecuencia es comparado favorablemente al álbum Stormblast de la banda noruega Dimmu Borgir, aunque igualmente a principios de allí es notorio que esta banda está intentando hacer algo diferente. Por el año 2000 la banda realmente había comenzado a abrir y realzar sus alas, lanzando un álbum con el título de Allotropic/Metamorphic Genesis Of Dismorphism (A.M.G.O.D.).
Claramente es una banda que escribe canciones con títulos como "Mechanic Hippie", "Intelligence Is Sexy" entre otros más (sin mencionar los títulos de su álbum más reciente) se le percibe originalidad y estilo. Es una banda que trabaja para sus mismos gustos, por lo que es recomendada, no solo para aquellos que disfrutan del black metal y el death metal, sino también para aquellos que buscan algo diferente y emocionante en el metal en general.
Es black metal, pero con una mezcla única; el trabajo electrónico (muy evidente en “Intelligence is Sexy”, ya mencionada anteriormente) que se realiza desde el teclado.
En 2002 lanzan su cuarto álbum de nombre Chyper, que sigue una misma línea de su álbum anterior,en este varía un poco su Sonido hacia un death metal con metal experimental.
En 2005 cambian su nombre a Havoc Unit y siguen haciendo conciertos hasta 2013, no sacaron ningún álbum para esa fecha y se separan en ese mismo año.
En 2017 anuncian su regreso,haciendo conciertos sin sacar álbum todavía. En 2019 el vocalista Kenny sale de la banda y posteriormente Mathias Lillmans toma el lugar de vocalista permanente.
El 8 de mayo del 2020, en el año de la pandemia del COVID 19, la banda logra sacar su quinto álbum y el primero después de 18 años, de nombre Cosmic World Mother a través de season Of mist.
El 27 de enero del 2023 lanzan su sexto Álbum de nombre As in gardens, so in tombs también a través de season Of mist y el 30 de mayo del 2025 lanzan su séptimo y más reciente álbum de nombre The regeneration intinerary. Desde su vuelta a los escenarios y a la música la banda se ha mantenido consistente, haciendo conciertos y giras.

## Discografía
1. Wave (demo - 1995)
2. Promo tape (demo - 1996)
3. Mare Liberum (demo - 1997)
4. The Dynamic Gallery Of Thoughts (album - 1998)
5. WAR Vol. 1 (Split with Bloodthorn) (split - 1998)
6. The Symmetry Of I – The Circle Of O (album - 1999)
7. ...And Oceans (The Best Of – 2000)
8. mOrphogenesis (The Best Of – 2001)
9. Allotropic/ Metamorphic - Genesis Of Dismorphism (A.M.G.O.D.) (album – 2001)
10. Cypher (album – 2002)
11. The Dynamic Gallery of Thoughts/ The Symmetry Of I – The Circle Of O (The Best Of – 2003)
12. Synaesthesia (The requiem Reveries) (3 Split CD) (Split album – 2007)
13. ...And Oceans/Havoc Unit (Split – 2007)

## Miembros de la Banda

### Actuales
1. Mathias Lillmans- Vocalista
2. T - Guitarra
3. Teemu Saari - Guitarra
4. Pyry Hanski- Bajo
5. Kauko kuusisalo - Batería
6. Antti Simonen  – Teclados / Programación

### Anteriores
1. Martex - Batería
2. Mr. Oos - Bajo
3. 7Even II - Guitarra, Bajo
4. Janne - Batería
5. Jallu - Bajo
6. Piia - Teclados, Violín
7. Kenny - vocalista